# Wijken en buurten in Maarssen
De voormalige Nederlandse gemeente Maarssen is voor statistische doeleinden onderverdeeld in wijken en buurten. De gemeente is verdeeld in de volgende statistische wijken:
- Wijk 00 Maarssen (CBS-wijkcode:033300)
- Wijk 01 Maarssenbroek (CBS-wijkcode:033301)
- Wijk 02 Oud-Zuilen (CBS-wijkcode:033302)
- Wijk 03 Plassengebied (CBS-wijkcode:033303)

Een statistische wijk kan bestaan uit meerdere buurten. Onderstaande tabel geeft de buurtindeling met kentallen volgens het Centraal Bureau voor de Statistiek (2008):
| CBS-buurtcode | Buurtnaam                               | Inwonertal | Opp. totaal (ha) | Opp. land (ha) | Ligging                |
| ------------- | --------------------------------------- | ---------- | ---------------- | -------------- | ---------------------- |
| BU03330000    | Maarssen                                | 3610       | 316              | 268            | Locatie in de gemeente |
| BU03330001    | Nieuw-Maarsseveen                       | 8890       | 270              | 241            | Locatie in de gemeente |
| BU03330100    | Duivenkamp, Pauwenkamp en Spechtenkamp  | 9770       | 132              | 128            | Locatie in de gemeente |
| BU03330101    | Fazantenkamp, Reigerkamp en Valkenkamp  | 9820       | 165              | 158            | Locatie in de gemeente |
| BU03330102    | Bloemstede en Boomstede                 | 3450       | 142              | 140            | Locatie in de gemeente |
| BU03330200    | Oud-Zuilen                              | 1340       | 166              | 147            | Locatie in de gemeente |
| BU03330300    | Tienhoven                               | 440        | 258              | 202            | Locatie in de gemeente |
| BU03330301    | Oud-Maarsseveen                         | 280        | 164              | 164            | Locatie in de gemeente |
| BU03330308    | Verspreide huizen Bethunepolder         | 240        | 608              | 589            | Locatie in de gemeente |
| BU03330309    | Verspreide huizen Maarsseveen en Binnen | 1500       | 865              | 684            | Locatie in de gemeente |